# Julius Schmid (Maler, 1854)
Julius Schmid (* 3. Februar 1854 in Wien; † 1. Februar 1935 in Mödling) war ein österreichischer Maler und Zeichner. 

## Leben
Der Kaufmannssohn studierte von 1871 bis 1878 an der Akademie der bildenden Künste Wien und erhielt 1878 den Rom-Preis. 1899 erhielt er auf der Großen Berliner Kunstausstellung eine kleine Goldmedaille. Von 1907 bis 1925 war er ordentlicher Professor an der Akademie der bildenden Künste in Wien. Im Jahre 1900 erhielt er die Bronzene Medaille der Pariser Weltausstellung für sein Ebner-Eschenbach Bildnis. Er war als Porträt- und Historienmaler tätig und schuf u. a. das Deckenbild des Festsaals im Haus der Wiener Kaufmannschaft (1903). Sein wohl bekanntestes Werk aber ist die Schubertiade. Für seine Verdienste um Österreich und im Speziellen um seine Heimatstadt Wien erhielt er im Jahre 1929 den Ehrenring der Stadt Wien. Er war Vater des Rostocker Gynäkologen Hans Hermann Schmid.
Schmid starb in Mödling, wo er auch in einem Ehrengrab der Stadt bestattet wurde.